# Уильямс, Томас (фигурист)
Томас Уильямс (англ. Thomas Williams; 20 апреля 1991, Калгари, Канада) — канадский фигурист, выступавший в танцах на льду с Сарой Арнольд. До этого в паре с Николь Орфорд — чемпион Канады среди юниоров (2011) и бронзовый призёр чемпионата Канады (2013).
По состоянию на 3 августа 2018 года пара занимает 74-е место в рейтинге Международного союза конькобежцев (ИСУ).

## Карьера
Начал тренироваться с Николь Орфорд в мае 2010 года. На чемпионате мира среди юниоров 2011 года пара заняла 8-е место. На юниорском Гран-при МСК 2011-12 года в Брисбене (Австралия) пара завоевала золотые медали. В следующем году на мировом юниорском чемпионате спортсмены уже вошли в число шести лучших. Также пара впервые выступила на национальном чемпионате, где они финишировали также шестыми.
На следующий год пара выступала среди взрослых и дебютировали на этапах Гран-при. На национальном чемпионате пара финишировала с бронзой. Спортсмены приняли участие также и в континентальных чемпионатах, где они оставались в числе шести лучших. Однако вскоре, по ряду причин, пара распалась.
Далее партнёр встал в пару с Сарой Арнольд. На национальном чемпионате 2017 года танцоры замкнули шестёрку лучших. В середине ноября пара не совсем успешно выступила в Варшаве на Кубке города, на котором они были в десятке. В середине января 2018 года в Ванкувере на национальном чемпионате спортсмены финишировали в пятёрке лучших танцевальных пар Канады. Учитывая, что чемпионат четырёх континентов проходил за две недели до Олимпийских игр канадская федерация туда отправила второй состав. В Тайбэе в конце января Томас и Сара на континентальном чемпионате улучшили все свои прежние спортивные достижения и финишировали в конце восьмёрке.

## Программы
(с Н. Орфорд)
| Сезон     | Короткий танец | Произвольный танец                                                                        |
| --------- | --- | ----------------------------------------------------------------------------------------- |
| 2012–2013 | Полька: «Sold» Джон Майкл Монтгомери Вальс:«Tennesse Waltz» Энн Мюррей Полька: «Sold» Джон Майкл Монтгомери                                | High Society Overture Now You Have Jazz Бинг Косби & Луи Армстронг High Society Overture  |
| 2011–2012 | Взрослый уровень: - Mariposa en Havana - Baila Baila Conmigo Юниорский уровень: - Dance With Me Дебела Морган - Baila Baila Conmigo Domino | Из «Унесённых ветром»: - Tara's Theme - War is Declared/The Death of Charles Макс Стайнер |
| 2010–2011 | - Вальс: Norwegian Wood - Быстрый танец: Help! by The Beatles                                                                              | - How You Remind Me - This Love - Dare You To Move Vitamin String Quartet                 |

## Спортивные достижения
(с С. Арнольд)
| Соревнования/Сезон            | 2016–2017 | 2017–2018 |
| ----------------------------- | --------- | --------- |
| Чемпионат четырёх континентов |           | 8         |
| Кубок Варшавы                 |           | 8         |
| Турнир в Лейк-Плэсиде         | 10        | 9         |
| Чемпионат Канады              | 6         | 5         |

(с Н. Орфорд)
| Соревнования                                 | 2010—2011 | 2011—2012 | 2012—2013 | 2013—2014 | 2014—2015 |
| -------------------------------------------- | --------- | --------- | --------- | --------- | --------- |
| Чемпионаты четырёх континентов               |           |           | 6         | 5         |           |
| Этапы Гран-при: NHK Trophy                   |           |           | 4         |           |           |
| Этапы Гран-при: Rostelecom Cup               |           |           | 8         |           |           |
| Этапы Гран-при: Bompard                      |           |           |           | 8         |           |
| Этапы Гран-при: Skate America                |           |           |           |           | 8         |
| Турнир в Солт-Лейк-Сити                      |           |           |           | 3         | 2         |
| Чемпионаты мира среди юниоров                | 8         | 6         |           |           |           |
| Чемпионаты Канады                            | 1J.       | 6         | 3         | 5         | 4         |
| Этапы Гран-при среди юниоров, Австралия      |           | 1         |           |           |           |
| Этапы Гран-при среди юниоров, Австрия        |           | 6         |           |           |           |
| Этапы Гран-при среди юниоров, Великобритания | 3         |           |           |           |           |
| Этапы Гран-при среди юниоров, Чехия          | 5         |           |           |           |           |

J. = юниоры
(с О. Людвиневич)
| Соревнования                          | 2009—2010 |
| ------------------------------------- | --------- |
| Чемпионат Канады по фигурному катанию | 9J.       |

J. = юниоры